# Terrorizmus

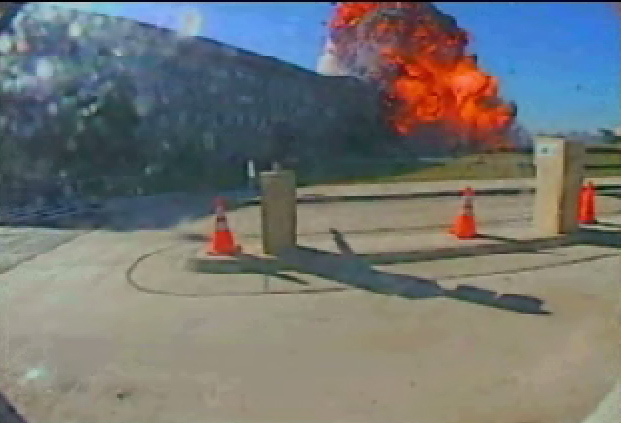
A Pentagon biztonsági kamerájának felvétele a 2001. szeptember 11-ei terrortámadásról

A terrorizmus az erőszak alkalmazásának, vagy az azzal való fenyegetésnek olyan stratégiája, mely félelemkeltés révén meghatározott politikai, ideológiai vagy vallási célokat szándékozik kikényszeríteni. A félelemkeltés az erőszak minden formájának – a kocsmai verekedéstől a hagyományos hadviselésig – velejárója, segítője lehet, de a terrorizmus esetében ez a viszony fordított, az erőszak közvetlen áldozatai, kárvallottai legfeljebb csak szimbolikus kapcsolatban állnak az akció valódi céljával, kiválasztásuk másodlagos jelentőségű, legtöbbször véletlenszerű. A terrorizmus modern formáinak kialakulásában fontos szerepe van a tömegmédia létrejöttének, mely nemzetközi méretekben képes az embereket az erőszak sokkoló jeleneteinek részeseivé tenni, azok hatását felfokozni.
Híres terrorista szervezetek közé lehet sorolni például az Irgunt (1931-1949), az ETA-t (1959-2018), a Vörös Brigádokat (1966-1988), a Vörös Hadsereg Frakciót (RAF; 1968-1998), az IRA-t (1969-1997), a Palesztin Iszlám Dzsihádot (1970-), a Hamászt (1982-), a Hezbollahot (1982-), az al-Káidát (1988-), az új Iszlám Államot (2006-) vagy a Boko Haramot (2011-).

## A szó eredete
A terror főnév latinul ijedtséget, rémületet jelent. A ’társadalomra erőltetett rettegés’, ’rémuralom’ értelmében először a francia forradalomban használták a régime de la Terreur, a jakobinus terror idején. Szintén a francia történelemben gyökerezik a Terreur blanche, a fehérterror fogalma, amely eredetileg a Bourbonok fehér zászlajára célozva a restauráció utáni véres megtorlást jelölte.

## Története

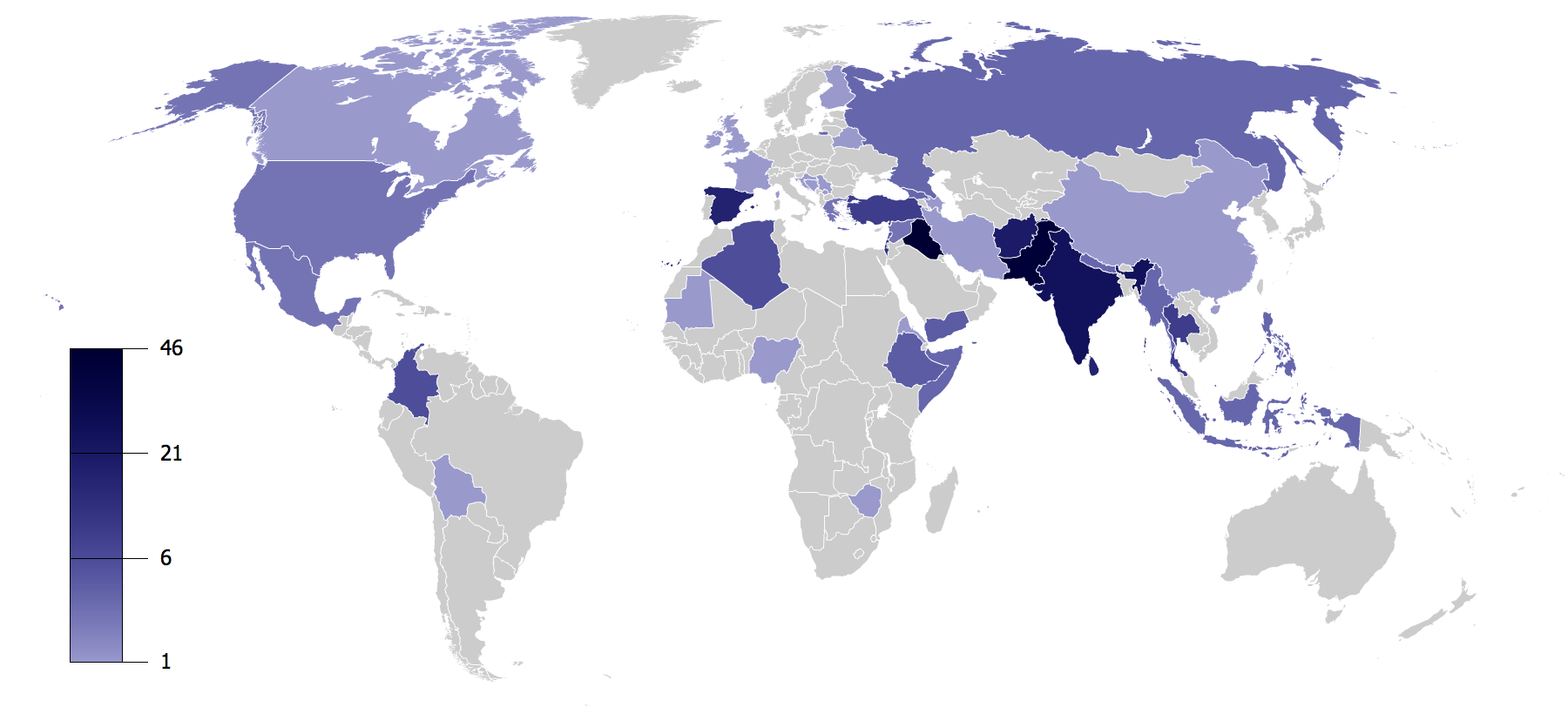
Terrorista cselekmények száma (2008)

### Terrorizmus Magyarországon a 21. században
A 21. század első két évtizedében Magyarország legnagyobb terrorszervezet-ügye a Budaházy György nevével fémjelzett Magyarok Nyilai szervezet ügye volt, amely terrorszervezet ügyében 2016. augusztus 30-án született az elsőfokú, nem jogerős ítélet.
A közelmúltban[mikor?] történt terrorcselekménynek minősülő eset a Teréz körúti robbantás volt, mely alapvetően a rendőrség ellen irányult.

## Fajtái

### Egyéni terrorizmus
A terrorizmus e válfaja a 19. század vége felé bukkant fel, magányos anarchisták, nihilisták hajtottak végre merényleteket Oroszországban, Franciaországban, Spanyolországban, Olaszországban és másutt. Ezek a terrorcselekmények, melyeket gyakran bosszú is motivált, a hatalmat jelképező személyiségek ellen irányultak, vagyis politikusok, pénzemberek, papok, rendőrök, katonák ellen, akiket a politikai elnyomásért felelősnek tartottak. Úgy gondolták, ezek az akciók képesek az elnyomó gépezetben félelmet, zavart kelteni, azt meggyengíteni. Az egyéni terrorizmus egyik legelső és a maga korában leghíresebb esete a Vera Zaszulics (későbbi marxista forradalmár) által 1878-ban elkövetett merénylet volt Fjodor Trepov, Szentpétervár rendőrfőkapitánya ellen.
Napjainkban az egyéni terrorizmus leggyakrabban etnikai vagy vallási motivációjú, szintén fontos szerepet kap benne a felháborodás, a bosszúvágy. Jellemző példája az izraeli Baruch Goldstein által 1994-ben a hebroni Pátriárkák Mecsetjében elkövetett mészárlás, melyben 29 muszlim imádkozó vesztette életét, vagy Timothy McVeigh robbantása Oklahoma Cityben, amely 167 áldozatot követelt.

### Illegális szervezetek terrorizmusa
Az illegális szervezetek által kitervelt és végrehajtott terrorcselekmények esetén szervezett terrorizmusról beszélhetünk, de gyakran ezt tekintik par excellence terrorizmusnak. A csoport terrorcselekményeket általában akkor kezdeményez, ha más eszközökkel nem tudja érdemi tárgyalásra bírni a hatalom élenjáróit, kilátástalannak látja helyzetét, hogy elérje jogos vagy jogosnak vélt követelését. Nemzeti, vallási, forradalmi-ideológiai terrorcsoportok sokasága alakult és működött a 20. század folyamán. Gondot okozhat a magukat felszabadító, forradalmi, szeparatista, gerilla stb. mozgalomnak nevező tényezők azonosítása a terrorizmussal, vagy megkülönböztetésük attól.
A 60-as, 70-es években a szélsőbaloldali illetve kisebb mértékben a szélsőjobboldali ideológiájú terrorizmus vált meghatározóvá, ebben az időben jött létre a nemzetközi terrorizmus fogalma, jelentek meg új elkövetési módok, mint például a repülőgépek elpusztítása, eltérítése, a levélbomba stb.

#### Politikai, ideológiai vonal
E korszak legismertebb képviselői az NSZK-beli Vörös Hadsereg Frakció (más néven Baader–Meinhof-csoport), az olasz Vörös Brigádok, a francia Action directe (’Közvetlen Akció’). E csoportok egymással, illetve közel-keleti szervezetekkel (Fatah) is szoros kapcsolatokat építettek ki. A dél-amerikai gerillamozgalmak, mint például a perui Fényes Ösvény is gyakran folyamodtak terrorisztikus módszerekhez.
Az 1990-es évektől a szélsőbaloldali, jellemzően a marxizmusra hivatkozó terrorszervezetek eltűntek, vagy eltűnőben vannak, nagyrészt a kelet-európai rendszerváltozásokkal összefüggésben.

#### Etnikai, vallási vonal
A mai terrorizmus alapvetően etnikai-vallási és szeparatista indíttatású. Legjelentősebb, legveszélyesebb megjelenési formája a globalizálódó iszlamista, dzsihadista terrorizmus, amely egyfajta muszlim vallási fundamentalizmushoz kapcsolódik. Legismertebb példa erre az al-Káida terrorszervezet által 2001. szeptember 11-én az Amerikai Egyesült Államok területén eltérített utasszállító repülőgépekkel végrehajtott támadássorozat.

#### Egyéb
A 20. században megjelent környezetvédelmi aktivisták egy része radikalizálódott és nem riadtak vissza robbantásos merényletektől, gyújtogatásoktól. Általánosan a célpontjuk valamely cég vagy annak vezető képviselői. Ezt a fajta terrorizmust szokták még zöld terrorizmusnak, bioterrorizmusnak, ökoterrorizmusnak is nevezni.

### Államterrorizmus
Államterrorizmus, amikor az állami vezetés igyekszik belső vagy külső ellenfeleit fegyverrel és egyéb eszközökkel megrémiszteni és így meghátráltatni. A hatalmon lévők többnyire belső ellenfélként ítélik meg a hátrányosan megkülönböztetett egyén vagy csoport fellépését az emberi méltóságért és az esélyegyenlőségért. Azt gyakran a hatalmukat és kiváltságuk megnyirbálási szándékaként élik meg, ezért igyekeznek őket különböző eszközökkel megfélemlíteni. Az államok által elkövetett, a terrorizmus ismérveit magukon hordozó cselekményeket gyakran szokás leválasztani a terrorizmus fogalmáról, azokat eufemisztikus módon meghatározni („nemkonvencionális hadviselés”, sőt „terrorellenes harc”, „megtorlás” stb.). Az államterrorizmus szókapcsolatot eredetileg baloldali politikusok honosították meg a hidegháború idején, kezdetben a Dél-Amerikában meghirdetett Kondor hadműveletet jellemezték vele, amely a kontinens baloldali forradalmi mozgalmainak megfékezését, visszaszorítását célozta az 1970-es években. A különböző dél-amerikai autoriter rezsimek szoros együttműködésben ebben az időben titkosszolgálati akciók során emberek sokaságát gyilkolták meg, kínozták meg, tüntették el máig nyomtalanul, köztük olyanokat is, akiknek semmi közük nem volt a baloldali mozgalmakhoz.
Napjainkban az államok, vagy titkosszolgálataik által végrehajtott terrorisztikus akciókat jelöli, például az 1988-as lockerbie-i merényletet, melyet a líbiai titkosszolgálat hajtott végre, de gyakran ide sorolják például az izraeli hadsereg által a palesztin területeken végrehajtott megtorlásokat, „célzott merényleteket” is, sőt a legtágabb értelemben ide tartozhat minden olyan katonai akció, amely katonai jelentőség nélküli célpont ellen irányul.
A nemzetközi jog az államterrorizmus fogalmát nem ismeri.

## Fordítás
- Ez a szócikk részben vagy egészben  a   List of designated terrorist organizations című angol Wikipédia-szócikk fordításán alapul.  Az eredeti cikk szerkesztőit annak laptörténete sorolja fel. Ez a jelzés csupán a megfogalmazás eredetét és a szerzői jogokat jelzi, nem szolgál a cikkben szereplő információk forrásmegjelöléseként.